# Xavi Barroso
Xavier Barroso (Caldes de Montbui, 14 novembre 1992) è un hockeista su pista spagnolo.

## Palmarès

### Club

#### Titoli nazionali
- Coppa del Re: 4

Vendrell: 2013
Barcellona: 2016, 2017, 2018
- Campionato spagnolo: 5

Barcellona: 2013-2014, 2014-2015, 2015-2016, 2016-2017, 2017-2018
- Supercoppa di Spagna: 4

Barcellona: 2013, 2014, 2015, 2017
- Coppa del Portogallo: 1

Oliveirense: 2018-2019

#### Titoli internazionali
- Coppa CERS/WSE: 1

Vendrell 2012-2013
- CERH European League: 4

Barcellona: 2013-2014, 2014-2015, 2017-2018
Porto: 2022-2023
- Supercoppa d'Europa/Coppa Continentale: 1

Barcellona: 2015-2016
- Coppa Intercontinentale: 3

Barcellona: 2014, 2018
Porto: 2021

### Nazionale
- Campionato mondiale: 2

Angola 2013, Nanchino 2017
- Campionato europeo: 2

A Coruña 2018, Paredes 2021